# Alcis nudipennis
Alcis nudipennis är en fjärilsart som beskrevs av W. Warren 1888. Alcis nudipennis ingår i släktet Alcis och familjen mätare. Inga underarter finns listade i Catalogue of Life.